# Ойкаси (Вурман-Сюктерське сільське поселення)
Ойка́си (рос. Ойкасы, чув. Уйкас Ялтăра) — присілок у складі Чебоксарського району Чувашії, Росія. Входить до складу Вурман-Сюктерського сільського поселення.
Населення — 179 осіб (2010; 180 у 2002).
Національний склад:
- чуваші — 99 %